# Яшун-Балам II
Яшун-Балам II — правитель Пачанского царства со столицей в Яшчилане.

## Биография
Дата рождения Яшун-Балама II неизвестна. Вероятно, он был сыном Хацом-Холя, своего предшественника. Его инаугурация состоялась 9.1.12.7.8, 2 Lamat 1 Keh (21 ноября 461 года).
Основное время своего правления он уделял на борьбу с Йокибом, война с которым продолжалась до 478 года. В этом же году Яшун-Балам II захватил в плен Сак-Ха-Сак-…-Пата, человека из рода царя Йокиба Ицам-Кан-Ака II.
Яшун-Балам II умер около 478 года, его преемником стал его сын Хой-Балам I.

### Семья
У Яшун-Балама II было двое детей: Хой-Балам I и Кинич-Татбу-Холь II, позже ставшие правителями Пачана.